# Portland (Connecticut)
Portland é uma cidade  localizada no estado americano de Connecticut, no Condado de Middlesex.

## Demografia
Segundo o censo americano de 2000, a sua população era de 8732 habitantes.

## Geografia
De acordo com o United States Census Bureau tem uma área de
64,5 km², dos quais 60,6 km² cobertos por terra e 3,9 km² cobertos por água.

## Localidades na vizinhança
O diagrama seguinte representa as localidades num raio de 16 km ao redor de Portland.